# The Bubble
Cet article possède des paronymes, voir Bubble et Bulle.
 (novembre 2024).
Si vous disposez d'ouvrages ou d'articles de référence ou si vous connaissez des sites web de qualité traitant du thème abordé ici, merci de compléter l'article en donnant les références utiles à sa vérifiabilité et en les liant à la section « Notes et références ».
Pour plus de détails, voir Fiche technique et Distribution.
The Bubble (הבועה, Ha-Buah, en français québécois La Bulle, par référence au surnom donné à Tel-Aviv) est un film du réalisateur israélien Eytan Fox sorti en 2007 et coécrit par Gal Uchovsky. Le film raconte une histoire d’amour entre deux jeunes hommes, l’un Israélien et l’autre Palestinien avec pour contexte la tragédie et les horreurs du conflit entre Israël et la Palestine.

## Synopsis
À Tel-Aviv, le quartier de Sheikin Street, chic et branché, semble être sur une autre planète. Dans cette « bulle de paix ». Lulu, travaille dans un Body shop, Noam chez un disquaire et Yali tient un café. Tous les trois vivent dans la plus grande insouciance et semblent ignorer les conflits qui les entourent. Mais, tout change le jour où Noam rencontre Ashraf, un Palestinien au physique ravageur. Une relation forte et érotique commence entre les deux hommes. Ashraf s'installe peu à peu dans le groupe et tous l'aident à rester en Israël clandestinement. Le couple devient un symbole de paix et de compréhension mutuelle. Mais l'utopie de ces jeunes est vite rattrapée par la réalité politique et sociale et la violence atroce du quotidien...

## Détail de l’intrigue
Noam (Ohad Knoller), disquaire à Tel-Aviv, effectue à contrecœur une période de réserve au checkpoint de Naplouse. Une Palestinienne enceinte accouche d'un enfant mort-né, et Noam remarque pendant cet incident un jeune Palestinien bilingue au regard doux, Ashraf (Yousef Sweid), qui s'est occupé de la jeune femme en même temps que lui. Noam a perdu dans l'action son passeport, qui sera ramassé par Ashraf.
Son service terminé, Noam retourne à Tel-Aviv (surnommée « la bulle » par ses habitants), dans le quartier branché de Sheikhin Street, où il vit en colocation avec Lulu (Daniela Virtzer), vendeuse en parfumerie, et Yali (Alon Friedman), patron d'un restaurant, gay comme lui mais d'un genre plus voyant[style à revoir]. 
Lulu a un nouveau petit ami, le journaliste Sharon, mais évoque la difficulté à retenir les hommes une fois leur désir satisfait. Yali auditionne des candidats au poste de serveur et remarque le bouillonnant Golan.
Lulu va recevoir pour la soirée et la nuit Sharon, que Noam et Yali sont curieux de voir. On sonne à la porte, et c'est Ashraf qui, sac au dos, rapporte le passeport perdu par Noam. Deux minutes après, c'est Sharon, un grand costaud, qui arrive. Yali retrouve Golan dans un bar gay, Noam et Ashraf sont montés sur la terrasse de l'immeuble, où ils s'embrassent avant de faire l'amour.
Ashraf, clandestin en Israël, s'intègre dans le groupe. Rebaptisé Shimi (pour Shim`ôn = Siméon, Simon ou Shimshôn = Samson), il est embauché comme serveur par Yali. Lulu, nerveuse, n'arrive pas à joindre Sharon sur son portable. Deux garçons, dont le timide Shaul (= Saül), organisent une rave pour la paix et lui indiquent quand et où se tiendra la réunion de préparation.
Lulu, Yali, Noam et Ashraf participent à la réunion pour la rave, qui se tiendra sur une plage au nord de Tel-Aviv ; Lulu fera l'affiche où tous les quatre sont nus, juste couverts de feuilles de vigne aux couleurs conjointes d'Israël et de la Palestine. Shaul échange quelques mots avec elle avant qu'elle parte avec les trois garçons.
Lulu, Yali, Noam et Ashraf vont ensuite dans un piano-bar où Ivri Lider interprète « The Man I Love » des frères George et Ira Gershwin. Golan fait une entrée en fanfare, dit des horreurs sur les Arabes, demande si « Shimi » est palestinien, Noam coupe court à la discussion. Lulu voit Sharon draguer et embrasser une autre fille, et quitte le bar.
Rentré complètement saoul à l'appartement, Golan s'unit bruyamment à Yali[style à revoir] (« Maman, maman, déchire ta putain ! »), déclenchant l'hilarité de Lulu, Noam et Ashraf.
Le lendemain, les quatre amis distribuent des tracts pour la rave, avant d'être pris à partie par des passants. Ulcérée, Lulu entraîne les trois garçons dans le bureau de Sharon, à qui elle dit ses quatre vérités.
Noam emmène Ashraf au théâtre voir la pièce Bent avec Lior Ashkenazi, où un juif et un gay déportés à Auschwitz simulent un acte d'amour en paroles malgré la présence du gardien nazi. Ashraf est ému par la pièce et aime le code de déclaration d'amour qui y est utilisé, un doigt passé sur les sourcils.
Le lendemain, Sharon et Lior Ashkenazi discutent affaires au restaurant de Yali. Sharon dit à Ashraf qu'il veut l'interviewer sur le regard d'un Palestinien à Tel-Aviv. « Shimi » répond qu'il y a erreur, indique à Yali qu'il y a un problème, et s'enfuit retrouver sa famille à Naplouse.
Noam est désespéré. Lulu a l'idée de signer un « cessez-le-feu » avec Sharon en échange d'une carte de presse internationale. Se faisant passer pour des journalistes français, ils vont à Naplouse dans la maison des parents d'Ashraf, prétextant la couverture du futur mariage de Rana, la sœur d'Ashraf, avec Jihad, un responsable local du Hamas. 
Sous prétexte de repérages, Noam retrouve Ashraf, qui commence par l'engueuler pour les risques qu'il lui fait courir avant de retomber dans ses bras. Hélas, Jihad les a vus ; il promet de ne rien dire avant le mariage (après, ce sera à la grâce de Dieu) et exige que les « Français » s'en aillent. Lulu et Noam partent alors que Rana et son père arrivent du checkpoint.
Mélancolique, Noam prend des nouvelles d'Ashraf sur le chemin du retour. Lulu supplie Ashraf, pour l'amour de Noam, de venir à la rave.
La rave arrive et Ashraf aussi, non sans embûches. Noam et lui s'étreignent et dansent, Lulu l'embrasse chaleureusement. La nuit tombée, Golan, qui est venu avec des amis, retrouve Yali, Shaul ose déclarer sa flamme à Lulu et Noam parle avec émotion à Ashraf de ses souvenirs d'enfance à Jérusalem, où ils ont été un temps quasi-voisins.
Après un samedi (le jour de repos en Israël) paisible et sensuel, Noam retourne au travail, laissant à Ashraf un message tendre, les photos de la rave et ses vœux pour le mariage de Rana.
Le matin du mariage, Rana cuisine Ashraf pour connaître l'objet de son amour ; quand il lui dit la vérité, elle a une réaction butée et hostile. Pendant la fête, Ashraf échange quelque mots avec Samira (Mira Awad), la jolie cousine laïque de Jihad, que sa famille veut qu'il épouse et qui se réjouit de partir continuer ses études à Londres, loin de Jihad et de "sa bande de tarés". Juste après, il entend Jihad parler sur son portable à des complices qui vont perpétrer un attentat-suicide à Tel-Aviv. 
Le soir, Yali, qui avait donné à Golan un rendez-vous (où il comptait rompre) dans le café où a eu lieu l'attentat, est blessé et hospitalisé, il ne remarchera plus jamais. Inquiet, Ashraf tente de joindre Noam qui, malgré l'insistance de Yali, ne répond pas. Golan, qui était parti en retard, arrive avec des fleurs et embrasse Yali devant sa famille.
Le lendemain, un char israélien entre à Naplouse et Rana est tuée d'une balle perdue sous les yeux d'Ashraf. Celui-ci et leurs parents sont effondrés et, lors des obsèques de Rana, la population de Naplouse entre en insurrection. Noam tente de joindre Ashraf, qui est à son tour sur répondeur.
Le jour suivant, femmes et hommes séparés pleurent Rana, et le mufti et Jihad annoncent une vengeance impitoyable. Ashraf monte à l'étage et sanglote, la tête dans la robe de mariée de Rana. Jihad lui reproche durement sa participation à la rave, dont il apporte une affiche, et l'engage à épouser sa cousine comme cela avait été prévu. Ashraf se remet à pleurer et froisse l'affiche.
L'air d'un somnambule, il se dirige vers le local du Hamas, où Jihad prépare son attentat-suicide, et demande à prendre sa place. On le retrouve à Tel-Aviv, l'air indécis et sans doute drogué, il ne réagit pas à un énième appel de Noam sur son portable. Arrivé devant le restaurant de Yali, il amorce sa ceinture explosive tandis que Noam, qui était justement là-bas pour acheter le dîner de Yali et Lulu, sort à sa rencontre.
Réveillé de sa torpeur, Ashraf fait le geste d'amour, le doigt sur les sourcils, et les deux garçons sont enveloppés d'une violente lumière. Les nouvelles télévisées indiquent que « pour une raison inconnue, le terroriste a fait demi-tour et s'est enfui dans une petite rue déserte » et on voit les deux linceuls de Noam et d'Ashraf. On entend Noam évoquer en voix off un ciel où ils pourront enfin s'aimer en paix et les photos de la rave que Lulu et Yali donneront à la presse, où ils étaient beaux et heureux. Une dernière scène, réelle ou rêvée, montre Ashraf et Noam enfants jouant ensemble au square à Jérusalem, leurs mères assises côte à côte.

## Fiche technique
- Titre : The Bubble
- Titre original : Ha-Buah
- Réalisation : Eytan Fox
- Scénario : Eytan Fox et Gal Uchovsky
- Production : Ronen Ben Tal, Leon Edri, Moshe Edri, Amir Feingold, Micki Rabinovich, Gal Uchovsky et Dudi Zilber
- Sociétés de production : Feingold Productions, Metro Productions, Ronen Ben-Tal Films et Uchovsky Fox
- Distribution : 
  -  United King Films
  -  Strand Releasing
  -  TLA Releasing
- Budget : 1,5 million de dollars (1,10 million d'euros)
- Musique : Ivri Lider
- Photographie : Yaron Scharf
- Montage : Yosef Grunfeld et Yaniv Raiz
- Décors : Nahumi Loz
- Costumes : Oren Dar
- Pays d'origine : Israël, France
- Langue : Hébreu - Arabe
- Version française : Alter Ego
  - Adaptateur (doublage) : Stéphane Lévine
- Format : Couleurs - 1,85:1 - Dolby - 35 mm
- Genre : Drame
- Durée : 117 minutes
- Dates de sortie : 
  - 29 juin 2006 (Israël),
  - 4 juillet 2007 (France),
  - 29 août 2007 (Belgique)

## Distribution
- Ohad Knoller : Noam, un disquaire
- Yousef “Joe” Sweid : Ashraf, un palestinien qui devient son compagnon
- Daniela Virtzer : Lulu, une vendeuse de produits de beauté, la première colocataire de Noam
- Alon Friedman : Yali, un gérant de café, le second colocataire de Noam
- Oded Leopold : Sharon, le premier amant infidèle de Lulu
- Zion Baruch : Shaul, le second amant de Lulu
- Zohar Liba : Golan, l'amant de Yali, est un "homo viril" qui se vante d'avoir cassé du Palestinien alors qu'il faisait partie du régiment d'élite "Golani".
- Ruba Blal : Rana, la sœur d'Ashraf
- Shredy Jabarin : Jihad, le fiancé de Rana
- Yael Zafrir : Orna, une collègue de Yali au restaurant
- Noa Barkai : Ella, une autre collègue de Yali au restaurant
- Mira Awad : Samira, cousine de Jihad et épouse pressentie pour Ashraf
- Hussein Yassin Mahajne : le père d'Ashraf et Rana
- Eva Huri : la mère d'Ashraf et Rana
- Lior Ashkenazi : lui-même, jouant dans "Bent"
- Ivri Lider : lui-même
- Yotam Ishay : Chiki
- Amir Sevic : un journaliste
- Nehaia Gmal : le voisin d'Ashraf
- Eliana Bekiyer : Dalfi
- Meirav Shefer : la mère de Noam
- Ben Kitsony : Noam jeune

## Répliques
- Que je meure avec les Philistins ! Le premier attentat-suicide de l'histoire ! : allusion biblique et douteuse par Yali au fait que Shimi peut être le diminutif de Shimshôn (Samson). Géographiquement parlant, les Philistins sont les précurseurs des Palestiniens, le second nom venant du premier.
- C'est quoi, la récompense d'un martyr gay ? 70 puceaux ou 70 Monsieur Muscle ? : Yali à la cantonade.
- Si on remplaçait le poster de Boyzone par une photo de Michel Foucault ? : Yali, qui critique le « snobisme » de Noam au sujet des chanteurs qui le remuaient dans son adolescence.
- On pourrait mettre les couleurs de la Suède et du Danemark, ça ferait joli : une participante à la réunion de préparation de la rave, répondant à Shaul qui trouve un peu trop politique de mettre les couleurs de la Palestine et d'Israël.
- Tu es Jeanne Moreau, je suis Jules, nous allons retrouver Jim et mourir d'amour : Noam à Lulu, sur leur route vers Naplouse.
- N'en fais pas un mélodrame jordanien : Rana, qui cuisine Ashraf sur l'objet de son amour.
- Golan, quand il affirme que "Shimi" est un Palestinien, et que les amis de Yali lui rétorquent : Et si nous on disait à tes copains du régiment que tu es homo ?, réplique : Mais ils le savent, je ne m'en suis jamais caché...Et quand on risque de se faire descendre par ces chiens, les copains se foutent bien que celui qui les couvre soit homo !....
- Vendredi matin les 4 jeunes colocataires, euphoriques et décontractés, distribuent dans la rue les tracts invitant pour le soir même à la "rave-party contre l'occupation" , et Lulu, derrière Yali, imite dans son mégaphone les cris de plaisir que poussait Golan la veille au soir : Oui, défonce-moi ! Vas-y ! Maman ! Maman !. Yali, mi-figue mi-raisin réplique : Tais-toi, ou j'appelle ses copains... Alors Yali, dans le mégaphone : Oh oui, vas-y, je mouille déjà !.

## Autour du film
- Dans une interview, Yousef Sweid explique que les scènes de sexe étaient difficiles à tourner pour lui et pour Ohad Knoller, mais qu'ils ont été convaincus de leur importance symbolique (fusion des esprits et des corps). Ils étaient donc à la fois gays pour la paie et gays pour la paix.
- Deux acteurs arabes israéliens ont refusé de jouer le rôle du père d'un gay avant que Hussein Yassin Mahajne accepte le rôle.
- Eytan Fox a avoué que le film aurait pu être inspiré de sa propre histoire : il tomba en effet amoureux d’un Palestinien alors qu’il exerçait son service militaire à l’âge de dix-huit ans. Toutefois, il a choisi de ne pas totalement suivre son histoire[1].
- Le film devait à l’origine s’appeler Romeo and Julio en référence à Roméo et Juliette, mais le titre The Bubble fut adopté après qu’Eytan Fox se fut rendu compte qu’un tel titre évoquait un film pornographique[1].

## Distinctions
- Nomination au prix de la meilleure musique, meilleur son et meilleur second rôle masculin pour Yousef Sweid, lors des Awards of the Israeli Film Academy en 2006.
- Prix C.I.C.A.E. Panorama et prix du jury Siegessäule, lors du Festival de Berlin en 2007.
- Prix du meilleur scénario, lors du Festival international du film de Durban en 2007.
- Prix du public, lors de l'Inside Out Film and Video Festival de Toronto en 2007.